# Mike Mortimer
Mike Mortimer (* 15. Oktober 1950 in Manchester, England) ist ein englisch-kanadischer Alpinist. Er war von 2006 bis 2011 Präsident der Union Internationale des Associations d’Alpinisme (UIAA).

## Leben und Tätigkeiten
Michael Kenneth Mortimer wuchs mit seinem älteren Bruder Tony in Manchester auf. Mit sechs Jahren ging er in das Internat Potterspury Lodge, eine Waldorfschule, die viel Wert auf Camping, Wandern und andere Aktivitäten im Freien legte. Hier lernte er die Berge kennen. Mikes Mutter schloss sich einem Wanderclub an und nahm ihre beiden Buben mit.
In den späten 1950er Jahren zog die Familie nach Kapstadt, Südafrika, wo Mike mit anderen Jugendlichen und in Nagelschuhen an den 200 Meter hohen Cliffs des Tafelberges heimlich klettern ging. Er wurde Mitglied des Mountain Club of South Africa.
Von 1971 bis 1974 reiste er in der Welt herum und finanzierte sich mit Gelegenheitsjobs: er war Tellerwäscher im Bergsteigerhotel The Hermitage beim Aoraki/Mount Cook (Neuseeland), er zeltete 1973 am Fuß des Eigers und bestieg umliegende Berge (Schreckhorn, Mönch, Jungfrau, Eiger usw.).
In Kanada traf er die Lehrerin Heather Roddick, die er 1974 heiratete und die seine Seilgefährtin wurde. Die Mortimers gingen zusammen auf Weltreise, bis sie sich 1977 wegen der nahen Berge in Calgary niederließen und an der dortigen Universität studierten, wo er 1982 den Abschluss in Wirtschaftswissenschaften machte. Sie wurden Mitglieder der Sektion Calgary des Alpine Clubs of Canada (ACC) und begannen die dortigen Clubaktivitäten auszubauen:Sie organisierten gesellige Anlässe und renovierten in Freiwilligenarbeit Schutzhütten.
1980 wurde Mike Präsident der Sektion Calgary. Ein tragischer Bergunfall bewog ihn, das Bergsteigen zu professionalisieren. Er organisierte ab 1982 Konferenzen über Unfallprävention, Routenplanung, Lawinenschutz usw. 1982 war Mike Gründerpräsident des Calgary Area Outdoor Council (CAOC).
Im gleichen Jahr wurde er Manager des Hostel Shop der Southern Alberta Hostelling Association, der den Ausgangspunkt für zahlreiche seiner Initiativen und Aktivitäten wie Events mit internationalen Elitebergsteigern bildete. Viele Jahre war er Master of Ceremonies an dem von ihm initiierten Banff Mountain Film Festival (BMFF). 1983 wurde er Generalagent von Ortovox.
1984 trat er dem Hüttenkomitee des Alpine Clubs of Canada bei, wurde später dessen Präsident und legte den Grundstein für das moderne kanadische Hüttensystem (Finanzierung, Sanierung, Ausbau und Betrieb der ACC-Hütten: Bow Hut, Lawrence Grassi Hut, Lloyd MacKay Hut, Abbot Pass Hut, Wapta Icefield Huts usw.).
Von 1994 bis 2001 war er Präsident des Alpine Clubs of Canada. Er nahm die historische Partnerschaft mit der kanadischen Bergführervereinigung (Canadian Mountain Guides) und dem American Alpine Club (AAC) wieder auf. 1997 vertrat er während der 75-Jahr-Feier der Erstbesteigung des Mount Alberta durch den Japaner Maki Yūkō den ACC in Japan und dinierte mit dem Kronprinzen und dem Premierminister.
Als erster Direktor für Außenbeziehungen des ACC vertrat er Nordamerika bei der UIAA (International Mountaineering and Climbing Federation). Von 2006 bis 2011 war er UIAA-Präsident.

## Ehrungen
- 1986 erhielt er den Distinguished Service Award des ACC für hervorragende freiwillige Dienste.[4]
- 2001 wurde er mit dem A. O. Wheeler-Legacy-Award des ACC ausgezeichnet.[5]
- 2005 wurde er Ehrenmitglied des ACC.[6]